# Winarni Binti Slamet
Winarni Binti Slamet, née le 19 décembre 1975 à Pringsewu (Lampung, Indonésie), est une ancienne haltérophile indonésienne. Elle est médaillée de bronze aux Jeux de 2000.

## Carrière
En 1999, Binti Slamet rafle la médaille d'argent aux Championnats du monde en -48 kg, deux ans après sa médaille d'or dans la catégorie -50 kg aux Mondiaux 1997. Elle est médaillée de bronze dans la catégorie poids plume avec 202,5 kg soulevé lors des Jeux de 2000 derrière la Chinoise Yang Xia (225 kg) et la Taïwanaise Li Fengying (212,5 kg).

## Palmarès

### Jeux olympiques
- Jeux olympiques d'été de 2000 à Sydney ( Australie) :
  -  médaille de bronze en poids plume

### Championnats du monde
- Championnats du monde d'haltérophilie 1997 à Chiang Mai ( Thaïlande) :
  -  médaille d'or en -50 kg

- Championnats du monde d'haltérophilie 1999 à Athènes ( Grèce) :
  -  médaille d'argent en -53 kg